# القاهرة الكبرى

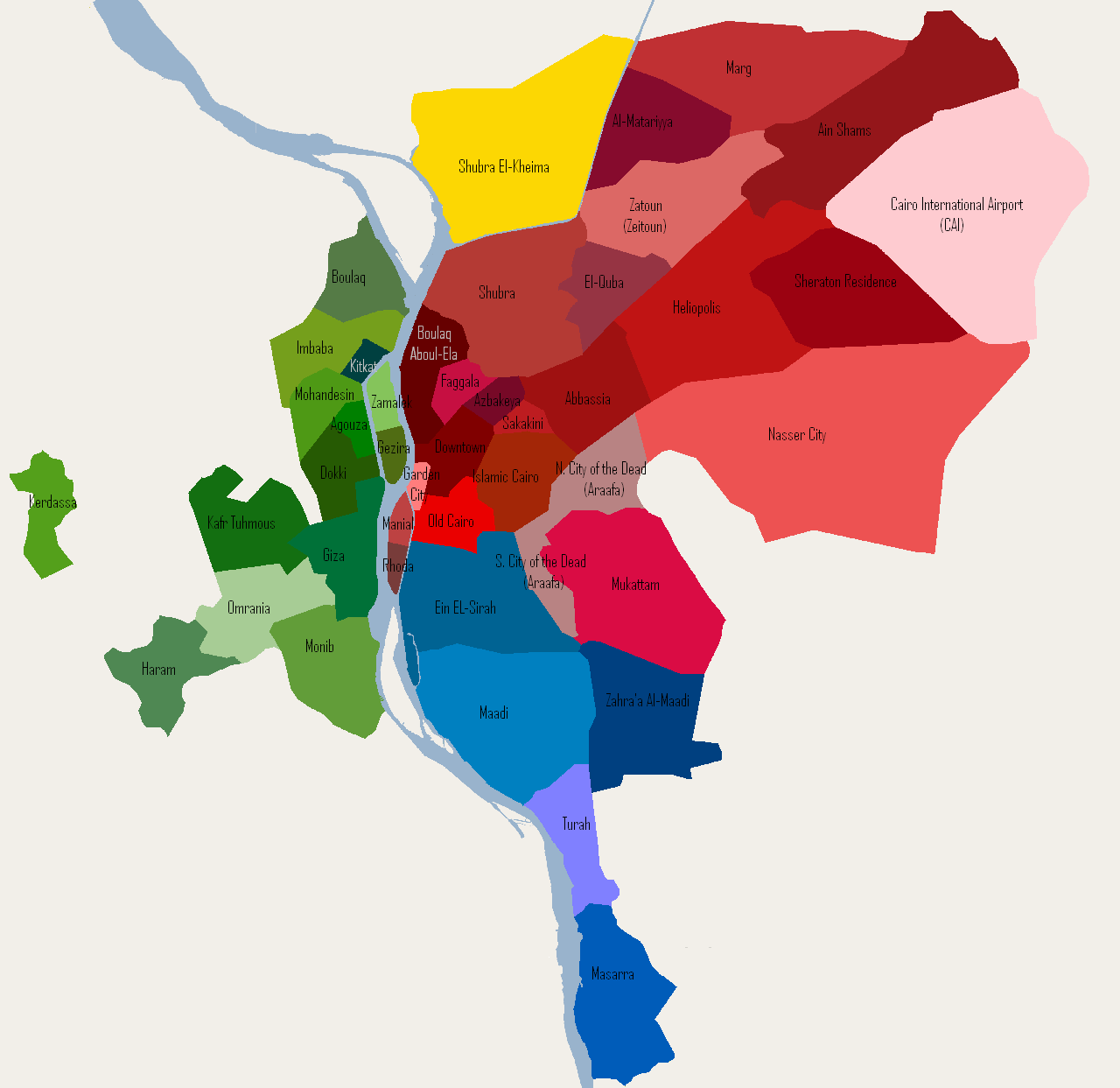
خريطة القاهرة الكبرى

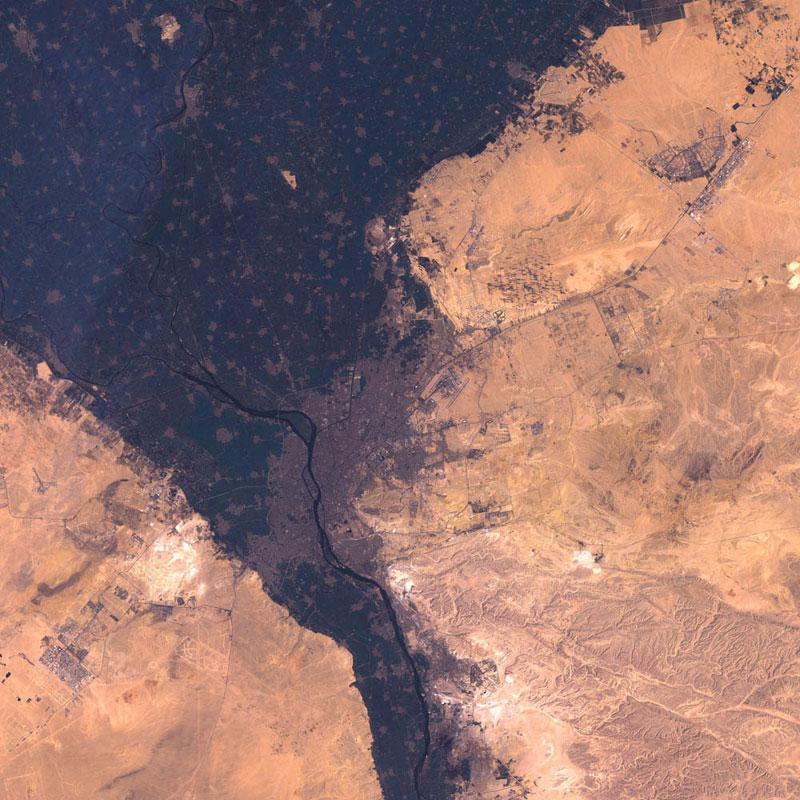
صورة عبر القمر الصناعي للقاهرة الكبرى.

القاهرة الكبرى هو تسمية تطلق على كيان إداري في منطقة تشمل مدن محافظات: القاهرة والقليوبية والجيزة في مصر. جميع المناطق المذكورة هي امتداد عمراني طبيعي لمدينة القاهرة، لا سيما أنها تمتلك شبكة واحدة من المواصلات ومنها مترو أنفاق القاهرة ومونوريل القاهرة.
وللقاهرة الكبرى مفهومين: الأول المفهوم الضيق النطاق ويشمل محافظة القاهرة ومدن بنها وشبرا الخيمة والخصوص والعبور والخانكة وقليوب والقناطر الخيرية من محافظة القليوبية بالإضافة لمدينة الجيزة فقط من محافظة الجيزة، وقد تلاشى هذا المفهوم حاليا ولم يعد يستخدم.
أما المفهوم الأوسع نطاقا وهو المفهوم الرسمي والمعترف به من الحكومة المصرية في الوقت الحالي وهو أن القاهرة الكبرى تمثل كافة أراضي المحافظات الثلاث (القاهرة والجيزة والقليوبية).
تعد القاهرة الكبرى أكبر تجمع سكاني حضري في منطقتي أفريقيا والشرق الأوسط حيث يبلغ عدد سكان القاهرة الكبرى حسب بعض الإحصائيات حوالي 20,500,000 نسمة في 2012.

## المدن الرئيسية
- القاهرة
- بنها
- حلوان (بما فيها مدينة 15 مايو)
- شبرا الخيمة
- قليوب
- طوخ
- القناطر الخيرية
- الخانكة
- الجيزة
- كرداسة

## المناطق المحيطة والضواحي
- السادس من أكتوبر
- مدينة السادس من أكتوبر الجديدة
- حدائق أكتوبر
- مدينة الشيخ زايد
- حدائق الاهرام
- بدر
- القاهرة الجديدة
- هليوبوليس الجديدة
- العبور
- الشروق
- مدينتي
- العاصمة الإدارية الجديدة
- مدينة العاشر من رمضان

## انظر ايضاً
- مدينة القاهرة
- مدينة بنها
- مدينة الجيزة
- قائمة الأقاليم الأكثر كثافة سكانية في العالم